# Calendario laboral
El calendario laboral es el calendario en el que se establecen anualmente los días de trabajo y los días festivos, así como los períodos de vacaciones anuales, ya sean de verano, Navidad o Semana Santa.
Los días laborales, los fines de semana así como los días festivos dependen de cada país, región y localidad.
El calendario laboral junto con la jornada laboral y la semana laboral establecen las condiciones generales temporales de los tiempos laborables de los trabajadores. Dependiendo de estos varían las horas mensuales trabajadas así como las horas anuales trabajadas.

## España
En España, el calendario laboral es un documento elaborado por cada empresa en que se deben reflejar, entre otras cuestiones, los días de trabajo y festivos. Estos suman un total de 14 días inhábiles a efectos laborales, retribuidos y no recuperables. El ministerio con competencias en Trabajo, de acuerdo con las comunidades y ciudades autónomas, determina 12 días festivos en los ámbitos territoriales de las mismas. Son fiestas de ámbito nacional:
| Fiesta                                                       | Fecha           | Sustituible | Naturaleza/Origen                                                                    |
| ------------------------------------------------------------ | --------------- | ----------- | ------------------------------------------------------------------------------------ |
| Año Nuevo                                                    | 1 de enero      | No          | De acuerdo con el Estatuto de los Trabajadores                                       |
| Epifanía del Señor                                           | 6 de enero      | Sí          | En cumplimiento del artículo III del Acuerdo con la Santa Sede de 3 de enero de 1979 |
| San José*                                                    | 19 de marzo     | Sí          | En cumplimiento del artículo III del Acuerdo con la Santa Sede de 3 de enero de 1979 |
| Jueves Santo                                                 | variable        | Sí          | En cumplimiento del artículo III del Acuerdo con la Santa Sede de 3 de enero de 1979 |
| Viernes Santo                                                | variable        | No          | En cumplimiento del artículo III del Acuerdo con la Santa Sede de 3 de enero de 1979 |
| Fiesta del Trabajo                                           | 1 de mayo       | No          | De acuerdo con el Estatuto de los Trabajadores                                       |
| Santiago Apóstol*                                            | 25 de julio     | Sí          | En cumplimiento del artículo III del Acuerdo con la Santa Sede de 3 de enero de 1979 |
| Asunción de la Virgen                                        | 15 de agosto    | No          | En cumplimiento del artículo III del Acuerdo con la Santa Sede de 3 de enero de 1979 |
| Fiesta Nacional de España                                    | 12 de octubre   | No          | De carácter cívico                                                                   |
| Todos los Santos                                             | 1 de noviembre  | No          | En cumplimiento del artículo III del Acuerdo con la Santa Sede de 3 de enero de 1979 |
| Día de la Constitución Española                              | 6 de diciembre  | No          | De carácter cívico                                                                   |
| Inmaculada Concepción                                        | 8 de diciembre  | No          | En cumplimiento del artículo III del Acuerdo con la Santa Sede de 3 de enero de 1979 |
| Natividad del Señor                                          | 25 de diciembre | No          | De acuerdo con el Estatuto de los Trabajadores                                       |
| * Opcionalmente, San José o Santiago Apóstol, pero no ambas. |                 |             |                                                                                      |

Los festivos que caigan en domingo pueden ser trasladados a lunes inmediatamente posterior o ser sustituidos por una fiesta propia de cada comunidad o ciudad autónoma, como los festivos de ámbito nacional sustituibles. 
A estos 12 festivos, se añaden dos festivos de ámbito municipal, determinados por el ayuntamiento correspondiente.
Adiconalmente, cada comunidad o ciudad autónoma puede añadir algún festivo pero con carácter recuperable.

## Argentina
En Argentina el calendario laboral incluye los días feriados:
- 1 de enero
- 24 de marzo
- Jueves y Viernes Santo
- 2 de abril
- 1 de mayo
- 25 de mayo
- 20 de junio
- 9 de julio
- 17 de agosto
- 12 de octubre
- 8 de diciembre
- 25 de diciembre

Los feriados del 20 de junio y 17 de agosto se rigen por la ley N.º 24445 y se trasladan al tercer lunes del correspondiente mes.
El feriado del Día de la Raza (12 de octubre), regido por la ley 23555, si coincide en martes o miércoles se trasladan al lunes anterior y si coinciden en jueves o viernes se festeja el lunes posterior.
Además para los profesantes de las religiones judía e islámica son no laborables los días de sus fiestas religiosas más importantes.